# Параскеваидис, Йоргос
Йо́ргос Эфти́вулос Параскеваи́дис (греч. Γιώργος Ευθύβουλος Παρασκευαΐδης, также известен как Го́гос Параскеваи́дис, греч. Γώγος Παρασκευαΐδης и Джордж Параскеваи́дис, англ. George Paraskevaides; 16 октября 1916, Афины — 5 декабря 2007, Лондон) — греческий (кипрский) бизнесмен и филантроп, сооснователь международной компании «Joannou & Paraskevaides» (более известна как «J&P») — одной из крупнейших в мире строительных компаний. Был одним из тех, кто впервые открыл возможность для греков-киприотов работать и заниматься предпринимательской деятельностью в странах Персидского залива. Благодаря Параскеваидису во всём мире узнали о Кипрском конфликте, чему способствовали его тесные дружеские связи с влиятельными международными деятелями. Способствовал продвижению культуры Кипра в мире.

## Биография
Родился 16 октября 1916 года. Его отец Эфтивулос Параскеваидис, родом из Лапитоса (Кипр, сегодня оккупированная Турцией северная территория острова), изучавший медицину в Афинском национальном университете имени Каподистрии (Греция), женился на молодой итальянке Мариетте. После окончания учёбы Эфтивулос Параскеваидис вместе с семьёй вернулся на Кипр.
Окончил Панкипрскую гимназию. Изучал архитектуру в Миланском техническом университете (Италия), которую окончил с трудом, причиной чему послужило начало Второй мировой войны.
Являлся членом Американо-греческого прогрессивного просветительского союза (AHEPA), сотрудничал с Американо-греческим институтом (AHI) и Энди Манатосом.
Умер на 91 году жизни.

### Предприниматель
Военное время помешало деятельности Параскеваидиса как архитектора. Этот факт побудил его открыть небольшую подрядческую фирму и заняться различными военными проектами англичан на Кипре.
В 1941 году Параскеваидис познакомился с коммерсантом Стелиосом Иоанну, с которым начал сотрудничать в осуществлении военных проектов. В 1946 году ими было учреждена ООО «Joannou & Paraskevaides Ltd.», с 1961 года ставшее крупным международным строительным гигантом с десятками проектов по всей Европе, Ближнему Востоку, Африке и Азии, продвигающим Кипр на мировой арене.
Являлся членом советов директоров многих компаний и организаций, в том числе банков, технических, коммерческих, гостиничных и других предприятий, а также профессиональных организаций.

### Филантроп
Совместно со своей супругой учредил благотворительный фонд «George and Thelma Paraskevaides Foundation», занимающийся поддержкой неимующих киприотов в сфере медицины и образования, а также сохранением культурного и архитектурного наследия Кипра. Фонд сотрудничает с больницей «Shriners Hospital» в Спрингфилде (Массачусетс, США), где проходят бесплатное лечение (в том числе хирургическое) дети в возрасте до 18 лет, страдающие тяжёлыми формами ортопедических заболеваний и с сильными ожогами, а также с «Children’s Heart Fund Hospital» в Миннеаполисе (США), где тысячи кипрских детей смогли получить бесплатную медицинскую консультацию и лечение.
В 1986 году при финансовой поддержке Параскеваидиса в Никосии был построен Хирургический и трансплантационный центр «Параскеваидио», в котором были проведены тысячи операций по трансплантации почки.
В Афинах Параскеваидисом был открыт «Культурный центр Кипра» в здании дома, в котором он родился. В центре хранятся связанные с Кипром богатая коллекция фотографий, электронных материалов, ценные древние книги, исторические карты и пр.
Оказывал помощь Греции. Занимался созданием компаний, инвестированием в гостиничный бизнес и пр., финансировал местные научные учреждения и лечение нуждающихся.

## Участие в разрешении Кипрского конфликта
В последующие после оккупации десятилетия сыграл ведущую роль в международных усилиях по разрешению национального кипрского вопроса, особенно лоббируя интересы Кипра в США.
Поддерживал тесные дружеские отношения с президентами США Рональдом Рейганом, Джимми Картером и Биллом Клинтоном, со многими американскими сенаторами, политиками и бизнесменами, а также другими видными гражданами США, с организациями греческой и кипрской общин AHEPA и HANAC, вводя последние в курс дела относительно турецкого военного вторжения на север Кипра и нарушений прав человека на оккупированной территории.
Поддерживал хорошие отношения с высокопоставленными лицами, шейхами и главами стран Ближнего Востока и Персидского залива, и часто выступал посредником в их стремлении поддержать Кипр в разрешении проблемы оккупации.
После турецкой военной оккупации северной территории Кипра обеспечил работой тысячи, в том числе изгнанных из своих домов греков, поддержал беженцев, а также параллельно через компанию «J&P» сыграл одну из ключевых ролей в укреплении находившейся в состоянии упадка экономики острова, что привело к «кипрскому экономическому чуду».

## Личная жизнь
С 1959 года был женат на Тельме Леониду-Франгу, в браке с которой имел троих детей: сын Эфтивулос (инженер-строитель), дочери Леони (архитектор) и Кристина (изучала бизнес-администрирование).

## Память
В 2016 году в свет вышла книга греческого журналиста и писателя Георгиоса Малухоса «Гогос Параскеваидис: его история», посвящённая жизни и деятельности Йоргоса Параскеваидиса.
В 2016 году один из проспектов Никосии (бывший пр. Акрополис) был назван в честь Йоргоса Параскеваидиса.

## Награды и почести
За свою предпринимательскую и филантропическую деятельность был удостоен ряда наград и почестей, включая следующие:
- Орден Британской империи;
- Медаль святого Марка (Ватикан);
- Орден Омана III класса (гражданский разряд)[14];
- Медаль Святого Павла (высшая награда Греческой православной архиепископии Америки);
- Святой Крест (Греческая православная архиепископия Фиатиры и Великобритании);
- оффикий (титул) архонта нотариоса Вселенского Патриархата (Орден святого апостола Андрея)[15];
- действительный член Королевского колледжа Лондона;
- Великий командор Ордена Феникса (Греция);
- Почётный житель Никосии;
- Золотое яблоко (почётный житель Нью-Йорка, США);
- Медаль города Афин;
- Медаль «За исключительный вклад» (высшая награда Кипра);
- Золотой орден апостола Варнавы (высшая награда Кипрской православной церкви);
- Награда Аристотеля (AHEPA);
- Награда за филантропическую деятельность (AHEPA)[16];
- Человек года (HANAC);
- Выдающийся грек (Греческое медицинское общество Нью-Йорка);
- Награда «Свобода» (Панкипрская ассоциация Америки);
- Медаль Фонда Ротари[англ.];
- и др.